# 東ソー・クォーツ
東ソー・クォーツ株式会社（とうソー・クォーツ、英: Tosoh Quartz Corporation）は、東京都港区に本社を置く石英ガラスメーカーである。旧社名は日本石英硝子（英: Nippon Silica Glass CO.,LTD）。日本で最初に石英ガラスを工業化した会社。

## 主な製品
- 半導体製造装置用反応管
- 半導体製造装置用石英ボート
- 半導体製造装置用その他石英部品
- 半導体エッチング装置用石英部品
- フォトマスク、大型LCD用石英基板
- 分光光度計用光学セル、健康診断用セル、ＭＥＭＳパーツ
- 光学パーツ

## 歴史
次の内容は主に日本石英硝子時代の内容である。

### 創業前史（1931年〜1935年）
1931年（昭和6年）、社長の佐野隆一がフェロシリコン製造中に、原料である珪石が透明なガラス状物質を構成したのに着目し、東北大学教授の青山新一の指導のもとに、透明石英ガラスの研究を開始した。東北大学理学部のガラス工作室で研究を行われたが、原料を溶かす熱源に一苦労した。石英ガラスを溶かすには2300℃前後の温度が最適であるが、最適な熱源酸水素炎を確保することが難しかった。仙台では水素ガスの入手ができず、アセチレンガスの燃焼で最高3800℃の温度を得て研究した。後ほど青山教授の低温化学研究によって酸素と水素ガスを大量に手に入れられて、良い研究条件を得られた。
最初は大学の低温研究室に隣接する民家（仙台市伊勢屋横町11番地）を改造して、面積約70平方メートルの試験研究所で研究を始まった。
1933年（昭和8年）4月から、東北大学理学部付属ガラス工作室にいた川村禄太郎、清野宝（通称清野実）、早田末吉によって、青山教授の指導のもとに本格的研究が始められた。そこで行なった研究によって、水晶から原料粉を造り、酸水素炎で溶融して細い棒状（通称ムク棒）にし、さらにそれを使用して管を製作する方法等を開始した。
研究によって、当時出資した佐野隆一はその石英ガラスは耐熱理化学用ガラスとして重要性があるとのことで、企業化の準備に着手した。

### 創業期（1935年〜1944年）
1936年（昭和11年）10月15日、佐野隆一、小野田忠、百瀬栄など11人が、東京市京橋区京橋3丁目4番地8（現在の東京都中央区京橋3丁目2番4号）に、日本石英硝子株式会社を設立した。当時の資本金が15万円で、本社という建物も佐野隆一の先輩である棚橋寅五郎の所有する「精美館」の4階にある小部屋だった。
1937年（昭和12年）2月、山形工場の建設が完成。場所は山形県山形市香澄町字六十里越（現在の山形市双葉町）117番地にある鐵興社山形工場構内。同時に、仙台工場（仙台にあった試験研究所）閉鎖。
当時のガラス生産は、原料の水晶は山梨県の業者から購入したブラジル産のものを使用した。ひと手による原材料の加熱、粉砕・選別なので、1日2〜3kg程度しかもらえなかった。製品も径30〜35mm程度の管を製作するのに1日を要し、月間約20本、径30〜35mm程度なら100本程度の生産であった。
当時の透明石英ガラス製品は、国内で生産されておらず、輸入に依存していたが、同年10月には政府において輸入制限が施行され、輸入が難しくなった理由で、山形工場への注文が急増することに至った。
1938年（昭和13年）4月、本社を東京市芝区田村町2丁目15番地15に移転。1938年（昭和13年）、内径200mm、厚さ7mm、長さ1,300mmの透明石英ガラス管の製作を成功した。1938年（昭和13年）秋、酒田工場の着工。14年の3月に完成。4月より操業を開始。
1940年（昭和15年）から1943年（昭和18年）には光学用製品の製作研究を行った。
1944年（昭和19年）から1945年（昭和20年）には、1941年（昭和16年）12月に勃発した太平洋戦争の影響で資材及び加工熱源の確保ができず、生産不振に至った。また、1945年（昭和20年）12月には酒田工場が一時閉鎖され、社員全員が山形工場へ集中した。

### 復興期（昭和20年代）
1946年（昭和21年）、戦後の改革で私的独占の禁止及び公正取引の確保に関する法律（独占禁止法）の施行により、佐野隆一が社長の任を降り、青山新一を社長に迎え、事業の好転を図った。ただし、周りの大環境の経済不振であり、昭和24年12月に全役員が責任を負って辞任することに至った。そして佐野隆一がふたたび社長に復帰、常務に北村寒吉（当時鐵興社常務取締役・山形工場長）を選任、新役員によって経営の合理化を図ることになった。
1950年（昭和25年）6月には朝鮮戦争が勃発し、それによって対米経済協力の関係から各産業界は活発な動きを見せた。基礎研究の分野でスプリング・るつぼ・フラスコ・分光分析用セルおよびバルブ・ボイラーその他化学装置のぞき窓ガラス板など工業用として需要が増加し、光学用として無気泡透明石英ガラスの用途を開いた。
1953年（昭和28年）から、高圧水銀灯の普及と共に、透明石英ガラスの生産必要が増えた。さらに、1954年（昭和29年）から半導体製造用に透明石英ガラス製品が必要とされた。

### 充実期（昭和30年代）
1957年（昭和32年）12月、隣接する旧日本製薬工業の工場跡地へ山形工場を移転して、操業を開始。
1958年（昭和33年）4月に製作した坩堝（るつぼ）は、ボロン（Boron, ホウ素）の影響がほとんどないことが実証され、「ボロン・フリー・るつぼ」として半導体業界から注目された。
また、同年に石英ガラス・ウール（コルツ・ウール）の試作に成功。日本で最初のものであった。太さは1μm〜6μmのものだった。1959年（昭和34年）6月から石英ガラス・ウールの量産を開始。同時期に、合成石英の研究を開始した。
1962年（昭和37年）5月から、横浜工場（神奈川県横浜市保土ケ谷区下川井町字富士塚、現在の横浜市旭区都岡町）操業開始。

### 発展期（昭和40年代）
昭和40年代より、半導体生産用の石英ガラス管の大型化と伴い、1968年（昭和43年）頃にガラス旋盤を用いる加工が定着に至った。当時では直径30cm長さ3mの石英ガラス管の加工が可能になった。
また、当時は石英ガラス管の量産化を試みして、3N方、竪型式インゴット機、横型引伸製管機、るつぼ引抜製管機などいろいろ技術を作り上げた。また、この時から成形の技術が成熟化して、色んな場面に使用されていた。
同じ時期に、セルが米国で高く評価されて、輸出販売が着実に伸びた。
1970年（昭和45年）より、立谷川工場の建設が開始。2月に原料工場の建設が完成、山形工場より原料部門を立谷川に移転した。5月に研削・研磨用建物が完成し、山形工場より研削・研磨部門を移転した。
1970年（昭和45年）10月30日、子会社「東邦石英」を設立。場所は千葉県印旛郡白井町の白井工業団地。
1971年（昭和46年）11月、横浜工場で合成法による石英ガラスの試作が成功。商品名は「エキストラ・ジル(Extra sil)」とした。
1974年（昭和49年）10月30日、酒田に鐵興社のソーダ工場の建物を借り受け、前回封鎖した場所と少し離れている場所に酒田事業所を運営し、コラムの生産から始まった。50年の10月からスラブ（板用素材）の生産も加えた。

### 躍進期（昭和50年代）
1977年（昭和52年）11月1日、関西出張所を開設。昭和53年に事務所を大阪府大阪市南区南炭屋町に移転し、本格的に活動を開始。
1978年（昭和53年）9月11日、酒田事業所設立。山形県山形市に日本石英硝子100％出資の子会社「山形石英」設立。
1979年（昭和54年）4月1日、福島県会津若松市に会津出張所を開設。1979年（昭和54年）10月1日、アメリカ合衆国にニューヨーク事務所を開設。
1981年（昭和56年）3月2日、アメリカ合衆国のジョイマー・サイエンティフィック社と両者折半出資の合弁会社NSG Precision Cells, Inc.社を設立。1981年（昭和56年）10月、アメリカ合衆国のニュージャージー州サマービル市に駐在員事務所を開設。1981年（昭和56年）5月11日、全額出資の子会社「鹿児島日本石英」を設立。
1982年（昭和57年）1月20日、全額出資子会社「山口日本石英」を設立。翌年2月17日、山口県新南陽市に製造工場が竣工、試運転に入った。1982年（昭和57年）10月2日、「山形石英」が「北日本石英」と社名を変更し、本店所在地を山形県酒田市に移す。
1983年（昭和58年）2月1日、横浜工場内に「技術研究所」を設立。1983年（昭和58年）7月27日、山形県酒田市に日本石英硝子(40%)、フジトク(40%)、東北東ソー化学(15%)の合資会社「コーテック株式会社」を設立。同年12月に第1期工事が完成し、翌年4月より営業開始した。1983年（昭和58年）9月28日、岩手事業所が完成。同団地内の富士通岩手工場に半導体製造用製品を供給した。
1984年（昭和59年）5月1日、ニュージャージー州の連絡事務所を昇格させ、「Nippon Silica Glass USA」を設立。1984年（昭和59年）11月、福島県北会津工業団地に、元ある会津出張所を吸収し会津事業所を開設。翌年1月12日より操業開始。
1985年（昭和60年）11月、三重県員弁郡北勢町に三重工場の第1期工事完成、操業開始。
1986年（昭和61年）10月15日、社史「日本石英硝子株式会社50年の歩み」を発行。

### 平成以降
山形市山形駅西口付近に所在した山形工場を駅西再開発の為撤去。元山形工場の事業を立谷川工場へ移動。以来、立谷川工場を山形工場と呼ぶようになった。同時期に、本社を山形工場へ移動した。その後、山形県酒田市にある「北日本石英」と「コーテック」を吸収。
1999年（平成11年）5月、台湾台南市に100%出資で「台南石英」を設立。台湾での販売生産拠点を作った。
2000年（平成12年）10月8日、「山口日本石英」が「東ソー・エスジーエム(TOSOH SGM:Silica Glass Materials)」と社名変更し、元日本石英硝子社内の石英素材製造を東ソー・エスジーエムに集中。以来、石英素材の製造がSGM、加工後の石英ガラス製品の製造・加工・販売が日本石英硝子と事業を切り離れた。
2001年（平成13年）、東ソー株式会社の全額出資となり、「東ソー・クォーツ株式会社」に社名を変更。
2012年（平成24年）、福島県会津事務所を閉鎖。
2015年（平成27年）、NSG Precision Cells,Inc.を解散し、関連会社TOSOH Quartz,Inc.による北米地域でのセル販売を開始。
2016年（平成28年）、韓国のソウル市に営業所を開設。
2017年（平成29年）、山形製造所の隣地であるヤクルト倉庫敷地を正式的に買い取り、11号棟の建設開始と伴い、事務所の場所を元ヤクルト敷地へ移動。同年、グローバル会社の名称統一する為、台湾の子会社「台南石英」が「東曹石英」に改名。同年、台湾の新竹にある営業所を新オフィスに移動。同年、関連会社TOSOH Quartz,Inc.のガス加工棟に火災発生。
2018年（平成30年）、山形製造所に新棟11号棟が建屋完成。同年、台湾におけるA棟の三期建設開始。同年、米沢におけるC棟の建設工事開始。

## 事業所所在地
- 東京本社 - 〒105-0012 東京都港区芝大門211-8
- 本部・山形製造所 - 〒990-2251 山形県山形市立谷川3-1435
- 酒田製造所 - 〒998-0064 山形県酒田市大浜1-4-85
- 米沢製造所 - 〒992-1128 山形県米沢市八幡原1-1-20

## 関連会社

### 日本国内
- 東ソー・エスジーエム(株) - 山口県周南市

### 日本国外
- 東曹石英科技 (TOSOH Quartz Co.,Ltd.） - 台湾
- 東ソー・クォーツコリア（TOSOH QUARTZ Korea Co.,Ltd.） - 韓国
- TOSOH Quartz, Inc. - アメリカ合衆国オレゴン州ポートランド、イギリス・ダラム